# Pseudomys pilligaensis
Pseudomys pilligaensis är en däggdjursart som beskrevs av Fox och Briscoe 1980. Pseudomys pilligaensis ingår i släktet australmöss, och familjen råttdjur. IUCN kategoriserar arten globalt som otillräckligt studerad. Inga underarter finns listade i Catalogue of Life.
Denna gnagare förekommer i två områden i östra Australien i delstaten New South Wales. Den lever i torra landskap med glest fördelade träd och med buskar eller hed. Per kull föds vanligen tre ungar.

## Bildgalleri

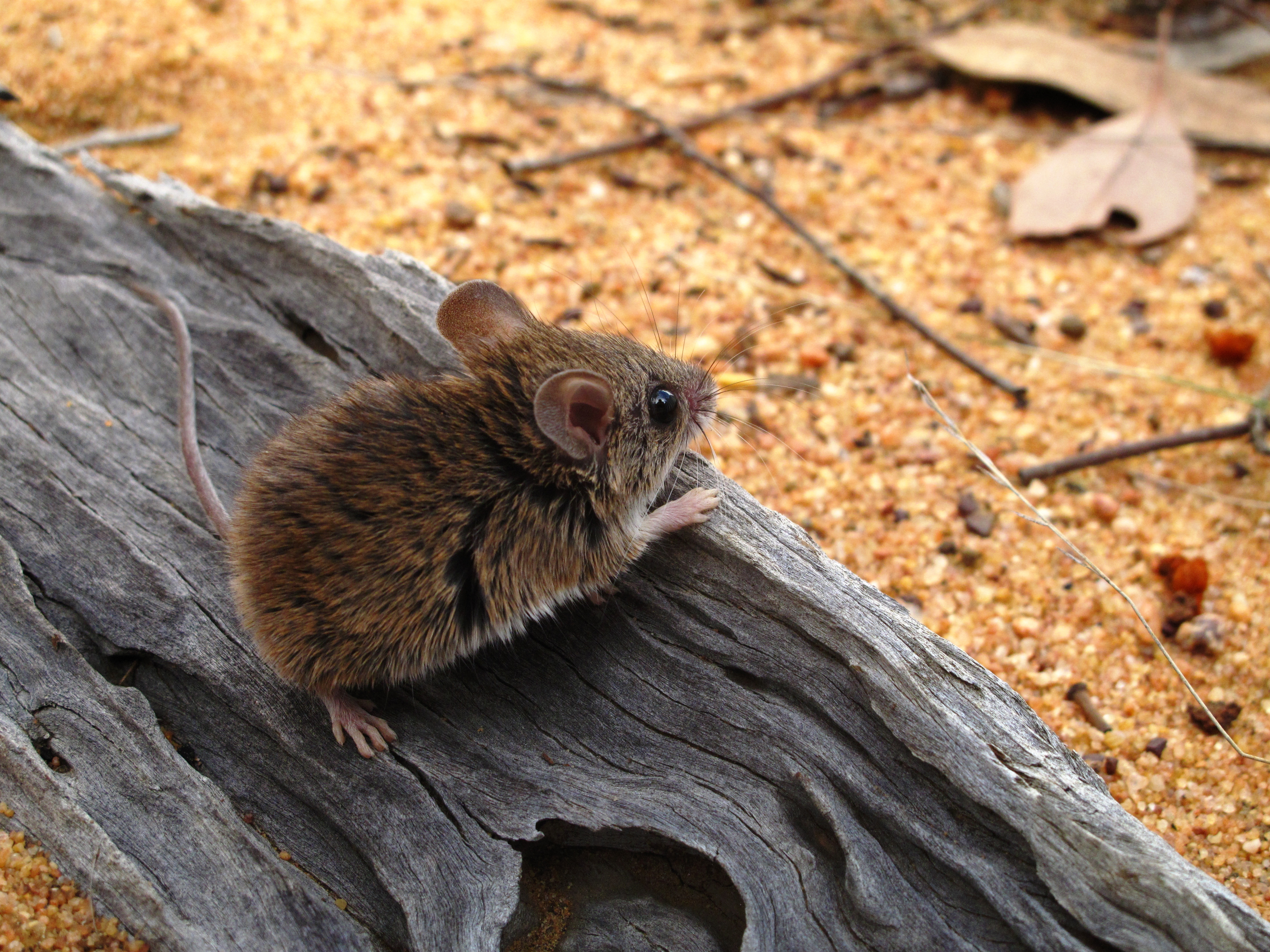
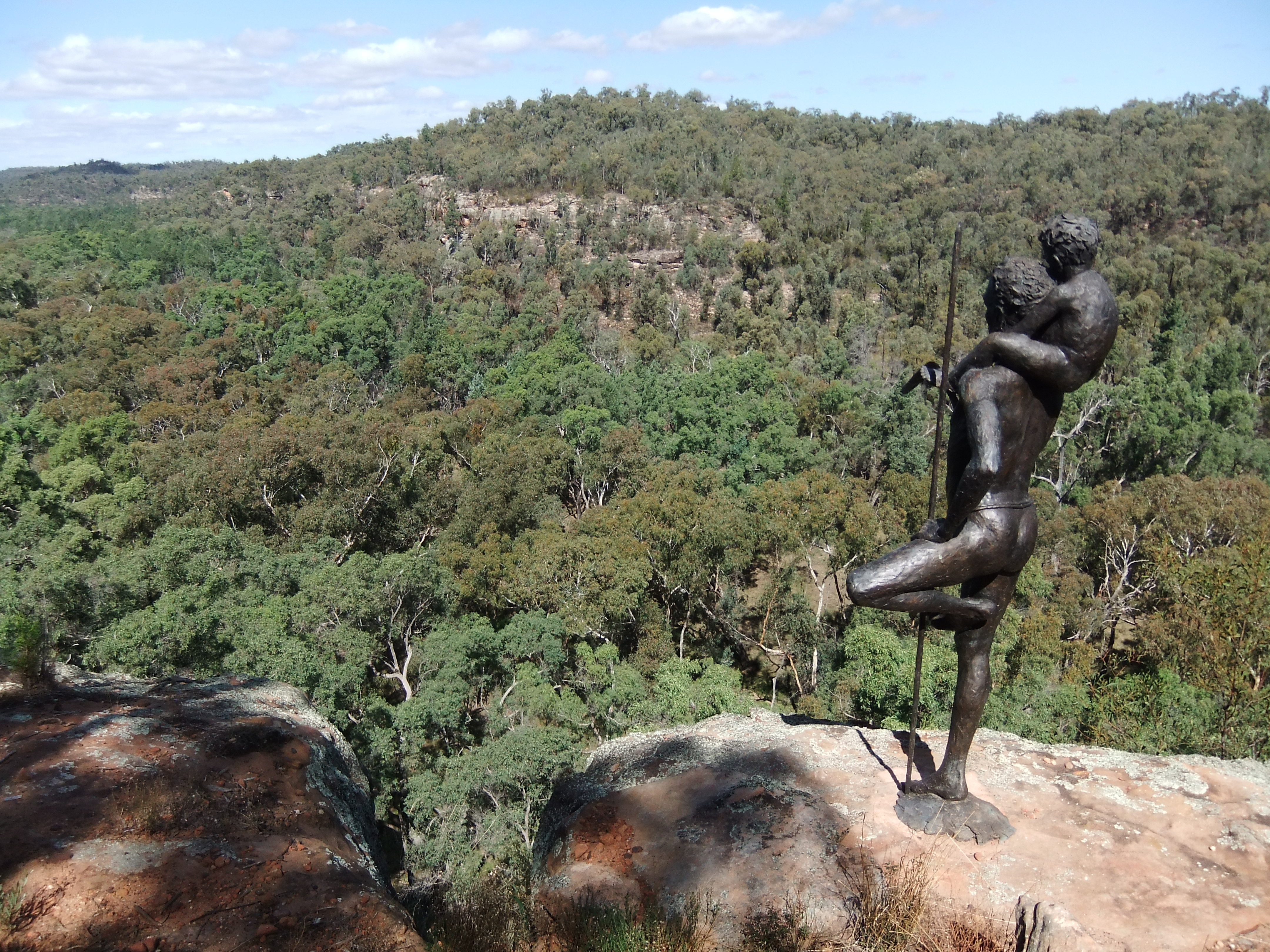
Typiskt habitat samt en skulptur i förgrunden.